# Campeonato Mundial de Hóquei no Gelo de 1976
O Campeonato Mundial de Hóquei no Gelo de 1976 foi a 43ª edição do torneio, disputada entre os dias 8 e 25 de abril de 1976, em Katowice, Polônia. Oito times disputaram o principal torneio, com cada time enfrentando o outro uma vez. Os quatro melhores times, então, participaram de um playoff pelas medalhas, e os times de 5º a 8º lugar participaram de playoffs para definir o rebaixado. Os times levaram os resultados da Fase Preliminar para a seguinte.
O Campeonato Mundial de Hóquei no Gelo de 1976 foi o primeiro a contar com jogadores profissionais da NHL e da WHA, embora no fim apenas os Estados Unidos tenham feito uso da regra, chamando oito jogadores do Minnesota North Stars e do Minnesota Fighting Saints. Os americanos logo participaram dos playoffs da medalha pela primeira vez desde 1962, após baterem a Suécia e empatarem com a Finlândia na fase preliminar.
A Tchecoslováquia ganhou nove jogos e ficou invicta, tornando-se campeã mundial pela quarta vez. A União Soviética, que defendia o título, terminou em segundo após perder a partida de abertura por 6-4 para o time da casa, a Polônia. A Suécia ganhou o bronze ao bater os americanos por 7-3 na Fase da Medalha.

## Fase Preliminar
| Pos. | Time              | PJ | V | E | D | GP-GC   | Pontos |
| ---- | ----------------- | -- | - | - | - | ------- | ------ |
| 1    | Tchecoslováquia   | 7  | 7 | 0 | 0 | 54 - 07 | 14     |
| 2    | União Soviética   | 7  | 5 | 0 | 2 | 37 - 15 | 10     |
| 3    | Suécia            | 7  | 4 | 0 | 3 | 22 - 18 | 8      |
| 4    | Estados Unidos    | 7  | 3 | 1 | 3 | 19 - 23 | 7      |
| 5    | Polônia           | 7  | 2 | 1 | 4 | 21 - 36 | 5      |
| 6    | Alemanha          | 7  | 2 | 0 | 5 | 19 - 35 | 4      |
| 7    | Finlândia         | 7  | 1 | 2 | 4 | 17 - 29 | 4      |
| 8    | Alemanha Oriental | 7  | 2 | 0 | 5 | 11 - 37 | 4      |

| 08 de abril |     |        |  |
| Alemanha    | 1-4 | Suécia |  |
|             |     |        |  |

| 08 de abril     |      |                   |  |
| Tchecoslováquia | 10-0 | Alemanha Oriental |  |
|                 |      |                   |  |

| 08 April       |     |           |  |
| Estados Unidos | 3-3 | Finlândia |  |
|                |     |           |  |

| 08 de abril |     |                 |  |
| Polônia     | 6-4 | União Soviética |  |
|             |     |                 |  |

| 09 de abril |      |                 |  |
| Polônia     | 0-12 | Tchecoslováquia |  |
|             |      |                 |  |

| 09 de abril     |     |                   |  |
| União Soviética | 4-0 | Alemanha Oriental |  |
|                 |     |                   |  |

| 10 de abril |     |           |  |
| Alemanha    | 2-5 | Finlândia |  |
|             |     |           |  |

| 10 de abril |     |                |  |
| Suécia      | 0-2 | Estados Unidos |  |
|             |     |                |  |

| 11 de abril |     |                   |  |
| Polônia     | 6-4 | Alemanha Oriental |  |
|             |     |                   |  |

| 11 de abril |     |                 |  |
| Finlândia   | 1-8 | União Soviética |  |
|             |     |                 |  |

| 11 de abril     |     |        |  |
| Tchecoslováquia | 3-1 | Suécia |  |
|                 |     |        |  |

| 12 de abril |     |          |  |
| Polônia     | 3-5 | Alemanha |  |
|             |     |          |  |

| 12 de abril       |     |                |  |
| Alemanha Oriental | 2-1 | Estados Unidos |  |
|                   |     |                |  |

| 13 de abril     |     |           |  |
| Tchecoslováquia | 7-1 | Finlândia |  |
|                 |     |           |  |

| 13 de abril     |     |        |  |
| União Soviética | 6-1 | Suécia |  |
|                 |     |        |  |

| 14 de abril |     |                |  |
| Polônia     | 2-4 | Estados Unidos |  |
|             |     |                |  |

| 14 de abril       |     |          |  |
| Alemanha Oriental | 1-7 | Alemanha |  |
|                   |     |          |  |

| 15 de abril |     |        |  |
| Finlândia   | 3-4 | Suécia |  |
|             |     |        |  |

| 15 de abril    |      |                 |  |
| Estados Unidos | 2-10 | Tchecoslováquia |  |
|                |      |                 |  |

| 15 de abril |     |                 |  |
| Alemanha    | 2-8 | União Soviética |  |
|             |     |                 |  |

| 17 de abril |     |                   |  |
| Suécia      | 8-2 | Alemanha Oriental |  |
|             |     |                   |  |

| 17 de abril |     |           |  |
| Polônia     | 3-3 | Finlândia |  |
|             |     |           |  |

| 17 de abril     |     |                 |  |
| União Soviética | 2-3 | Tchecoslováquia |  |
|                 |     |                 |  |

| 18 de abril    |     |          |  |
| Estados Unidos | 5-1 | Alemanha |  |
|                |     |          |  |

| 18 de abril |     |                   |  |
| Finlândia   | 1-2 | Alemanha Oriental |  |
|             |     |                   |  |

| 19 de abril     |     |          |  |
| Tchecoslováquia | 9-1 | Alemanha |  |
|                 |     |          |  |

| 19 de abril |     |        |  |
| Polônia     | 1-4 | Suécia |  |
|             |     |        |  |

| 19 de abril     |     |                |  |
| União Soviética | 5-2 | Estados Unidos |  |
|                 |     |                |  |

## Fase Final (1º ao 4º lugar)
| Pos. | Time            | PJ | V | E | D | GP-GC   | Pontos |
| ---- | --------------- | -- | - | - | - | ------- | ------ |
| 1    | Tchecoslováquia | 10 | 9 | 1 | 0 | 67 - 14 | 19     |
| 2    | União Soviética | 10 | 6 | 1 | 3 | 50 - 23 | 13     |
| 3    | Suécia          | 10 | 6 | 0 | 4 | 36 - 29 | 12     |
| 4    | Estados Unidos  | 10 | 3 | 1 | 6 | 24 - 42 | 7      |

| 21 de abril     |     |                |  |
| Tchecoslováquia | 5-1 | Estados Unidos |  |
|                 |     |                |  |

| 21 de abril     |     |        |  |
| União Soviética | 3-4 | Suécia |  |
|                 |     |        |  |

| 23 de abril |     |                 |  |
| Suécia      | 3-5 | Tchecoslováquia |  |
|             |     |                 |  |

| 23 de abril    |     |                 |  |
| Estados Unidos | 1-7 | União Soviética |  |
|                |     |                 |  |

| 25 de abril |     |                |  |
| Suécia      | 7-3 | Estados Unidos |  |
|             |     |                |  |

| 25 de abril     |     |                 |  |
| Tchecoslováquia | 3-3 | União Soviética |  |
|                 |     |                 |  |

## Fase de Consolação (5º ao 8º lugar)
| Pos. | Time              | PJ | V | E | D | GP-GC   | Pontos |
| ---- | ----------------- | -- | - | - | - | ------- | ------ |
| 5    | Finlândia         | 10 | 2 | 4 | 4 | 35 -4 1 | 8      |
| 6    | Alemanha          | 10 | 3 | 2 | 5 | 26 - 41 | 8      |
| 7    | Polônia           | 10 | 3 | 2 | 5 | 32 - 47 | 7      |
| 8    | Alemanha Oriental | 10 | 2 | 1 | 7 | 19 - 52 | 5      |

| 20 de abril |     |                   |  |
| Polônia     | 5-4 | Alemanha Oriental |  |
|             |     |                   |  |

| 20 de abril |     |          |  |
| Finlândia   | 4-4 | Alemanha |  |
|             |     |          |  |

| 22 de abril |     |           |  |
| Polônia     | 5-5 | Finlândia |  |
|             |     |           |  |

| 22 de abril       |     |          |  |
| Alemanha Oriental | 1-1 | Alemanha |  |
|                   |     |          |  |

| 24 de abril |     |                   |  |
| Finlândia   | 9-3 | Alemanha Oriental |  |
|             |     |                   |  |

| 24 de abril |     |          |  |
| Polônia     | 1-2 | Alemanha |  |
|             |     |          |  |

## Campeonato Mundial Grupo B (Suíça)
| Pos. | Time          | PJ | V | E | D | GP-GC   | Pontos |
| ---- | ------------- | -- | - | - | - | ------- | ------ |
| 9    | Romênia       | 7  | 5 | 1 | 1 | 40 - 23 | 11     |
| 10   | Japão         | 7  | 5 | 0 | 2 | 34 - 17 | 10     |
| 11   | Noruega       | 7  | 4 | 0 | 3 | 29 - 21 | 8      |
| 12   | Suíça         | 7  | 4 | 0 | 3 | 25 - 28 | 8      |
| 13   | Iugoslávia    | 7  | 4 | 0 | 3 | 37 - 26 | 8      |
| 14   | Países Baixos | 7  | 3 | 0 | 4 | 22 - 30 | 6      |
| 15   | Itália        | 7  | 2 | 1 | 4 | 23 - 41 | 5      |
| 16   | Bulgária      | 7  | 0 | 0 | 7 | 23 - 47 | 0      |

| 18 de março   |     |         |  |
| Países Baixos | 4-3 | Noruega |  |
|               |     |         |  |

| 18 de março |     |          |  |
| Suíça       | 5-1 | Bulgária |  |
|             |     |          |  |

| 18 de março |     |            |  |
| Itália      | 2-8 | Iugoslávia |  |
|             |     |            |  |

| 18 de março |     |       |  |
| Romênia     | 7-5 | Japão |  |
|             |     |       |  |

| 19 de março |     |          |  |
| Itália      | 8-3 | Bulgária |  |
|             |     |          |  |

| 19 de março |     |            |  |
| Suíça       | 5-4 | Iugoslávia |  |
|             |     |            |  |

| 20 de março |     |               |  |
| Japão       | 4-0 | Países Baixos |  |
|             |     |               |  |

| 20 de março |     |         |  |
| Romênia     | 2-1 | Noruega |  |
|             |     |         |  |

| 21 de março |     |         |  |
| Iugoslávia  | 5-2 | Romênia |  |
|             |     |         |  |

| 21 de março |     |               |  |
| Suíça       | 4-2 | Países Baixos |  |
|             |     |               |  |

| 21 de março |     |         |  |
| Itália      | 4-2 | Noruega |  |
|             |     |         |  |

| 21 de março |     |       |  |
| Bulgária    | 3-4 | Japão |  |
|             |     |       |  |

| 22 de março |     |          |  |
| Iugoslávia  | 9-7 | Bulgária |  |
|             |     |          |  |

| 22 de março |     |        |  |
| Suíça       | 4-1 | Itália |  |
|             |     |        |  |

| 23 de março |     |               |  |
| Romênia     | 8-1 | Países Baixos |  |
|             |     |               |  |

| 23 de março |     |       |  |
| Noruega     | 3-2 | Japão |  |
|             |     |       |  |

| 24 de março |     |        |  |
| Romênia     | 5-5 | Itália |  |
|             |     |        |  |

| 24 de março |     |            |  |
| Japão       | 3-2 | Iugoslávia |  |
|             |     |            |  |

| 24 de março   |     |          |  |
| Países Baixos | 5-3 | Bulgária |  |
|               |     |          |  |

| 24 de março |     |         |  |
| Suíça       | 3-7 | Noruega |  |
|             |     |         |  |

| 26 de março |      |        |  |
| Japão       | 10-0 | Itália |  |
|             |      |        |  |

| 26 de março |     |          |  |
| Noruega     | 7-2 | Bulgária |  |
|             |     |          |  |

| 26 de março   |     |            |  |
| Países Baixos | 1-5 | Iugoslávia |  |
|               |     |            |  |

| 26 de março |     |         |  |
| Suíça       | 2-7 | Romênia |  |
|             |     |         |  |

| 27 de março |     |            |  |
| Noruega     | 6-4 | Iugoslávia |  |
|             |     |            |  |

| 27 de março |     |       |  |
| Suíça       | 2-6 | Japão |  |
|             |     |       |  |

| 27 de março |     |          |  |
| Romênia     | 9-4 | Bulgária |  |
|             |     |          |  |

| 27 de março   |     |        |  |
| Países Baixos | 9-3 | Itália |  |
|               |     |        |  |

## Campeonato Mundial Grupo C (Polônia)
| Pos. | Time        | PJ | V | E | D | GP-GC   | Pontos |
| ---- | ----------- | -- | - | - | - | ------- | ------ |
| 17   | Áustria     | 4  | 4 | 0 | 0 | 38 - 09 | 8      |
| 18   | Hungria     | 4  | 3 | 0 | 1 | 30 - 09 | 6      |
| 19   | França      | 4  | 2 | 0 | 2 | 14 - 18 | 4      |
| 20   | Dinamarca   | 4  | 1 | 0 | 3 | 16 - 24 | 2      |
| 21   | Reino Unido | 4  | 0 | 0 | 4 | 06 - 44 | 0      |

| 08 de março |     |           |  |
| Áustria     | 4-3 | Dinamarca |  |
|             |     |           |  |

| 08 de março |      |             |  |
| Hungria     | 11-0 | Reino Unido |  |
|             |      |             |  |

| 09 de março |      |         |  |
| Reino Unido | 2-21 | Áustria |  |
|             |      |         |  |

| 09 de março |     |        |  |
| Hungria     | 6-1 | França |  |
|             |     |        |  |

| 10 de março |     |           |  |
| França      | 7-4 | Dinamarca |  |
|             |     |           |  |

| 11 de março |     |             |  |
| Dinamarca   | 7-3 | Reino Unido |  |
|             |     |             |  |

| 11 de março |     |         |  |
| Áustria     | 6-3 | Hungria |  |
|             |     |         |  |

| 12 de março |     |             |  |
| França      | 5-1 | Reino Unido |  |
|             |     |             |  |

| 13 de março |      |           |  |
| Hungria     | 10-2 | Dinamarca |  |
|             |      |           |  |

| 13 de março |     |        |  |
| Áustria     | 7-1 | França |  |
|             |     |        |  |

## Tabela do Campeonato Mundial
| Campeonato Mundial de 1976 | País              |
| -------------------------- | ----------------- |
| Ouro                       | Tchecoslováquia   |
| Prata                      | União Soviética   |
| Bronze                     | Suécia            |
| 4                          | Estados Unidos    |
| 5                          | Finlândia         |
| 6                          | Alemanha          |
| 7                          | Polônia           |
| 8                          | Alemanha Oriental |

## Tabela do Campeonato Europeu
| Campeonato Europeu de 1976 | País              |
| -------------------------- | ----------------- |
| Ouro                       | Tchecoslováquia   |
| Prata                      | Suécia            |
| Bronze                     | União Soviética   |
| 4                          | Alemanha          |
| 5                          | Polônia           |
| 6                          | Finlândia         |
| 7                          | Alemanha Oriental |